# Restitutionsklage
Die Restitutionsklage (von lateinisch restituere – wiederherstellen) im deutschen Zivilprozess ist eine Unterart der Wiederaufnahmeklage, eine andere Unterart ist die Nichtigkeitsklage. Die Wiederaufnahme bezweckt, ein rechtskräftiges Urteil zu beseitigen und eine neue Entscheidung herbeizuführen.

## Gesetzliche Regelung
Die Restitutionsklage findet gemäß § 580 ZPO statt:
1. wenn der Gegner durch Beeidigung einer Aussage, auf die das Urteil gegründet ist, sich einer vorsätzlichen oder fahrlässigen Verletzung der Eidespflicht schuldig gemacht hat;
2. wenn eine Urkunde, auf die das Urteil gegründet ist, fälschlich angefertigt oder verfälscht war;
3. wenn bei einem Zeugnis oder Gutachten, auf welches das Urteil gegründet ist, der Zeuge oder Sachverständige sich einer strafbaren Verletzung der Wahrheitspflicht schuldig gemacht hat;
4. wenn das Urteil von dem Vertreter der Partei oder von dem Gegner oder dessen Vertreter durch eine in Beziehung auf den Rechtsstreit verübte Straftat erwirkt ist;
5. wenn ein Richter bei dem Urteil mitgewirkt hat, der sich in Beziehung auf den Rechtsstreit einer strafbaren Verletzung seiner Amtspflichten gegen die Partei schuldig gemacht hat;
6. wenn das Urteil eines ordentlichen Gerichts, eines früheren Sondergerichts oder eines Verwaltungsgerichts, auf welches das Urteil gegründet ist, durch ein anderes rechtskräftiges Urteil aufgehoben ist;
7. wenn die Partei
  1. ein in derselben Sache erlassenes, früher rechtskräftig gewordenes Urteil oder
  2. eine andere Urkunde auffindet oder zu benutzen in den Stand gesetzt wird, die eine ihr günstigere Entscheidung herbeigeführt haben würde;
8. wenn der Europäische Gerichtshof für Menschenrechte eine Verletzung der Europäischen Konvention zum Schutz der Menschenrechte und Grundfreiheiten oder ihrer Protokolle festgestellt hat und das Urteil auf dieser Verletzung beruht.

§ 581 ZPO (Besondere Voraussetzungen der Restitutionsklage) enthält folgende Regelung, die in Verbindung mit § 580 ZPO von entscheidender Bedeutung ist:
(1) In den Fällen des vorhergehenden Paragraphen Nummern 1–5 findet die Restitutionsklage nur statt, wenn wegen der Straftat eine rechtskräftige Verurteilung ergangen ist oder wenn die Einleitung oder Durchführung eines Strafverfahrens aus anderen Gründen als wegen Mangels an Beweis nicht erfolgen kann. (2) Der Beweis der Tatsachen, welche die Restitutionsklage begründen, kann durch den Antrag auf Parteivernehmung nicht geführt werden.
Dies bedeutet, dass bei Prozessbetrug oder Rechtsbeugung eine rechtskräftige Verurteilung Voraussetzung für eine Restitutionsklage ist. Der zweite Halbsatz „oder wenn die Einleitung oder Durchführung eines Strafverfahrens aus anderen Gründen als wegen Mangels an Beweis nicht erfolgen kann“, wird erst durch Rechtsprechung verständlich. Aus den entsprechenden Leitsätzen: „So verhält es sich nur, wenn eine Verfolgung der als Restitutionsgrund vorgetragenen Straftat infolge hinzugetretener, vom Restitutionskläger nicht beeinflussbarer Umstände unmöglich ist.“
Gemäß § 582 ZPO ist eine Restitutionsklage nur zulässig, wenn eine Partei ohne ihr Verschulden außerstande war, den Restitutionsgrund in dem früheren Verfahren durch Rechtsmittel geltend zu machen.
Für eine Restitutionsklage gilt nach § 586 ZPO eine Notfrist von einem Monat. Die Frist beginnt mit dem Tag, an dem die Partei von dem Anfechtungsgrund Kenntnis erlangt hat, jedoch nicht vor eingetretener Rechtskraft des Urteils.
Nach Ablauf von fünf Jahren, von dem Tag der Rechtskraft des Urteils an gerechnet, ist eine Restitutionsklage nicht mehr zulässig (§ 586 Abs. 2 Satz 2 ZPO).
Die Einschränkung des § 586 Abs. 2 Satz 2 ZPO, wonach nach Ablauf von fünf Jahren ab Rechtskraft des Urteils eine Restitutionsklage nicht mehr zulässig ist, gilt nicht für eine Restitutionsklage nach § 580 Nummer 8 ZPO, das heißt, wenn der Europäische Gerichtshof für Menschenrechte eine Verletzung der Europäischen Konvention zum Schutz der Menschenrechte und Grundfreiheiten oder ihrer Protokolle festgestellt hat und das Urteil auf dieser Verletzung beruht (§ 586 Abs. 4 ZPO).

## Bedeutung und Aktuelles

### Praktische Bedeutung
Die praktische Bedeutung der Restitutionsklage ist gering, weil sie eine Ausnahmeregelung ist.
Sie ist durch die Entscheidung des Europäischen Gerichtshofs für Menschenrechte (EGMR) im Verfahren im Fall Jahn u. a. gegen die Bundesrepublik Deutschland in die Diskussion geraten.
Die fünf Beschwerdeführer waren Erben von Bodenreformgrundstücken. Sie mussten diese Grundstücke aufgrund der Regelungen des 2. Vermögensrechtsänderungsgesetzes wegen fehlender Zuteilungsfähigkeit ohne Entschädigung dem Fiskus überlassen. Während die Zivilrechtsprechung die Regelungen angewandt hat und das Bundesverfassungsgericht wiederholt in Nichtannahmebeschlüssen eine Verfassungswidrigkeit verneint hat, hat der EGMR einen Menschenrechtsverstoß darin gesehen, dass die Beschwerdeführer keine Entschädigung erhalten haben. Die Bundesregierung hat Rechtsmittel eingelegt und die Große Kammer des EGMR (zu Funktion und Aufgaben vgl. etwa Großer Senat) angerufen. Das Rechtsmittel hatte letztlich Erfolg.
Vereinzelte Stimmen der Rechtsliteratur wollten teils § 580 Nr. 6, teils § 580 Nr. 7 Buchst. b ZPO entsprechend anwenden und meinten, eine Restitutionsklage könne bei einem späteren EGMR-Urteil zulässig sein.
Von der Rechtsprechung wurde bis zum 31. Dezember 2006 eine Wiederaufnahme wegen Entscheidungen des EGMR überwiegend abgelehnt. Eine Wende trat am 31. Dezember 2006 aufgrund des Zweiten Gesetzes zur Modernisierung der Justiz (2. Justizmodernisierungsgesetz) vom 22. Dezember 2006 ein. Dem § 580 ZPO wurde eine neue Nummer 8 hinzugefügt, nach der eine Restitutionsklage auch dann stattfindet, wenn der EGMR eine Menschenrechtsverletzung festgestellt hat.